# Lamprosema pulveralis
Lamprosema pulveralis is een vlinder uit de familie van de grasmotten (Crambidae), uit de onderfamilie van de Spilomelinae. De wetenschappelijke naam van deze soort is voor het eerst gepubliceerd in 1954 door Hubert Marion.
De soort komt voor in Madagaskar.